# 미래숲
미래숲(Future Forest)은 대한민국 건국 이래 최초의 한중 수교를 성사시킨 권병현 전 주중대사의 주도하에  사막화·황사방지 및 북한 산림녹화 지원사업을 추진할 목적으로 2008년 6월 30일 대한민국 정부의 인가를 통해 설립된 사단법인이다. 대한민국 산림청, 외교부 및 중국공산당 정부와의 동아시아권 외교협력 사업을 주도적으로 성사시키며 미래숲은 글로벌 사막화방지기구로서의 명성을 얻었다. 이후 글로벌태스크포스(Global Task Force)를 출범하며 유엔환경회의로부터 인가(Accreditation)를 받았고 유엔환경계획(UNEP) 산하 비정부기구로 공식 지정되었다. 유엔기후변화협약(UNFCCC)의 옵저버 자격을 획득하였다. 사무실은 대사관저와 국제기구들이 즐비한 인사동 종각에 위치하였으며, 현재는 서울특별시 종로구 무악동으로 이전하였다.

## 주요 사업
- 지구살리기(SAVE THE EARTH) - 미래숲은 남녀노소를 불문하고 다양한 계층의 사람들이 참여할 수 있는 지구 살리기 운동을 하고 있다. '어린이 영재그린캠프', '지구 살리기 그린 공모전', '지구를 공부하기' 등 초등학생들의 눈높이에 맞춘 프로그램과 G20서울정상회의준비위원회, UNCCD와 함께 'G20 SEOUL SUMMIT 지구 살리기 카툰 전시회', '2011 대구세계육상선수권대회 지구 살리기 카툰전시회', 오케스트라와는 '지구 살리기 신년음악회' 개최를 통해 지구 살리기 인식 확대에 기여하고 있다. '이면지 활용', '채식운동', '분리수거'등을 통해서는 일반 시민들 누구나 참여 가능한 지구 살리기 운동을 하고 있다. 또한, 가수 비, 장우혁, 산악인 오은선 대장 등 우리나라를 대표하는 유명인들도 본 운동에 동참하고 있다.

- 녹색봉사단(우수한 인재 발굴 및 양성) - 미래숲은 전 세계에서 녹색봉사단을 선발하여 매월 최상의 교육과 다양한 행사를 제공하고 있다. '내몽고 방중식수활동', '지구 살리기 카툰 전시회', '그린캠프', '글로벌 멘토링' 등 다양한 프로그램을 통해 지구 살리기와 인재양성을 해나가고 있다. 동시에 매월 진행되는 교육에서는 정직, 열정, 이타심, 외국어, 봉사 등 글로벌 인재로서 필수 핵심요소를 가르쳐 더불어 사는 사람이 되도록 하고 있다. '엘리트포럼'을 통해서는 대학생들이 몇 가지 주제를 바탕으로 연구 및 토론의 장을 열고 우수학생들에게는 장학금을 지급하고 있다. 지금까지 한국, 중국, 미국, 일본 등의 국경을 넘어 많은 청년들이 동참해왔다.

- 사막에 10억 그루 나무심기(BILLION TREES IN DESERT) - 미래숲의 10년간의 사막화방지 운동과 인재양성의 잠재성을 높이 평가한 유엔사막화방지협약(UNCCD)은 미래숲, 중화전국청년연합회와 함께 2009년 5월 15일부터 중국 내몽고 쿠부치 사막에서 "사막에 10억 그루나무심기(BILLION TREES IN DESERT)"운동을 시작하게 되었다. 이 운동의 출범과 동시에 반기문 유엔사무총장이 기증한 나무를 제1호 나무로 심었다. 이 운동은 나무를 심어 황폐화된 사막을 재창조의 공간, 생명의 공간으로 만드는 전 세계 시민 누구나 참여 가능한 운동이다.

- 인재교류프로그램 - 미래숲은 지구 살리기 운동 만큼이나 다양한 인재 교류 프로그램 활동으로 잘 알려져 있다. 1992년 한중수교 실무 외교관인 권병현 미래숲대표(前 주중대사)는 일찍이 중국의 중요성을 인식하여 한국과 중국의 청년인재교류를 주장하였다. 이후, 2001년부터 시작된 한중청년교류는 중국 56개 소수민족 지도자 교류 사업으로 확대되었고, 2007년 원자바오 중국총리를 비롯한 중국청년대표단 초청사업, 2008년 후진타오 중국국가주석 방한 및 서울숲 식수사업을 주관하면서 한중 인재교류 전문 기관으로 거듭났다. 이와 같은 글로벌 인개교류 활동은 해외에서도 많은 관심과 높은 평가를 받았다. 그리하여 2010년에는 중국뿐 아니라 미국 피츠버그 우수대학생, UNCCD직원 그리고 일본우수학생 초청으로 교류 프로그램을 확대하여 글로벌 인재교류를 담당할 수 있는 기관으로 성장하게 되었다.

- 글로벌 리더 FUTURE FOREST - 지구를 살리고 인재를 양성하는 비전은 전 세계에도 통한다. 미래숲의 변함없고 꾸준한 10년간의 사업은 국내 한국나눔봉사 대상 최우수상을 받았으며, 나아가 유엔사막화방지협약(UNCCD)에서도 성공사례로 인정을 받았다. 2010년 유엔사막화방지협약은 미래숲 권병현 대표를 초대 지속가능한 토지관리 챔피언 (Sustainable Land Management Champion) 및 녹색대사(Greening Ambassador)로 임명하였다. 이후 미래숲은 2010년 중국 상하이엑스포 유엔관에서 사막화방지 사례를 발표하고, 사막화방지를 위한 UN 10년 계획(UNDDD)에 기여한 전 세계 15인 중 하나로 선정되었다. 국내에서 유일하게 유엔환경계획(UNEP)의 인증 NGO로 등록되었으며, 유엔기후변화협약(UNFCCC)의 옵저버 자격을 획득하였다.